# Long Island (Bahamy)
Long Island je ostrov nacházející se na Bahamách, kterým prochází obratník Raka. K roku 2010 zde žilo 3 094 lidí. Hlavní město je Clarence Town.

## Geografie
Ostrov je asi 130 kilometrů dlouhý a 6 kilometrů široký.